# Francisco Acuña de Figueroa
Francisco Acuña de Figueroa (Montevideo, 1790. július 20. – Montevideo, 1862. október 6.) uruguayi költő, író. Ő írta Uruguay és Paraguay himnuszának szövegét is.

## Élete
Acuña Buenos Airesben tanult, majd mikor hazatért szülővárosába, verseket kezdett írni, ám ekkortájt Montevideoban nem volt nyomda, ezért műveit nem nyomtatták ki.
1840-től hét éven át a montevideói közkönyvtár és múzeum igazgatója volt.
1857-ben egy könyvben nyomtatták ki verseit. Az 1833-ban írt Uruguay himnusza is kinyomtatásra került.

## Emlékezete
- Buenos Airesben utcát neveztek el róla.
- Róla nevezték el az uruguayi jogalkotási palotát.